# 白痴 (電影)
《白痴》（丹麥語：Idioterne）是丹麥導演拉斯·馮·提爾執導的喜劇電影，同時也入圍第51屆坎城影展正式競賽單元。這也是拉斯馮提爾第一部遵循逗馬宣言所拍攝出來的電影，一般稱之逗馬2號；該片同時也是「良心三部曲」的第二部曲，其他兩部電影分別是《破浪而出》和《在黑暗中漫舞》。本片是首部完全使用數位攝影拍攝的電影之一。

## 劇情
一名中年女子Karen無意間認識一群以偽裝成智能障礙者，四處騙吃騙喝，享受身心障礙者福利或特權的小團體，並開始和他們生活。隨著日子持續下去，外在環境和小團體內部成員個人的家庭、生活壓力，讓這個團體瀕臨瓦解。

## 獎項
| 獎項     | 獎項       | 受獎者              | 階段／結果 |
| -------- | ---------- | ------------------- | ---------- |
| 坎城影展 | 金棕櫚獎   | 白痴 丹麥           | 提名       |
| 波迪獎   | 最佳影片   | 白痴                | 提名       |
| 波迪獎   | 最佳女主角 | Bodil Jørgensen     | 獲獎       |
| 波迪獎   | 最佳男配角 | Nikolaj Lie Kaas    | 獲獎       |
| 波迪獎   | 最佳女配角 | Anne Louise Hassing | 獲獎       |

## 外部連結
- 互联网电影数据库（IMDb）上《白痴》的资料（英文）
- 爛番茄上《白痴》的資料（英文）
- Metacritic上《白痴》的資料（英文）